# Scopula britonaria
Scopula britonaria là một loài bướm đêm trong họ Geometridae.